# Liga Árabe
A Liga Árabe, formalmente denominada Liga de Estados Árabes (em árabe: جامعة الدول العربية) é uma organização de estados árabes fundada em 1945 no Cairo, capital do Egito, com o objetivo de reforçar e coordenar os laços econômicos, sociais, políticos e culturais entre os seus membros, assim como mediar disputas entre estes.
Foi fundada por seis membros em 22 de março de 1945: Egito, Iraque, Transjordânia, Líbano, Arábia Saudita e Síria. O Iêmen entrou como membro em 5 de maio do mesmo ano. Atualmente a Liga Árabe compreende vinte e dois Estados, que possuem no total uma população superior a 450 milhões de habitantes.
O objetivo principal da Liga é "aproximar as relações entre os estados membros, coordenar a colaboração entre eles para proteger sua independência e soberania, e considerar, de uma forma geral, os negócios e os interesses dos países árabes". Ao longo de sua existência, a liga recebeu relativamente pouca cooperação.
Por meio de instituições, notadamente a Organização Educacional, Cultural e Científica da Liga Árabe (ALECSO) e o Conselho Econômico e Social de seu Conselho da Unidade Econômica Árabe (CAEU), a Liga facilita programas políticos, econômicos, culturais, científicos e sociais destinados a promover os interesses do mundo árabe.

## Estados-membros
| País                   | Data de adesão          |
| ---------------------- | ----------------------- |
| Arábia Saudita         | 22 de março de 1945     |
| Egito                  | 22 de março de 1945     |
| Iraque                 | 22 de março de 1945     |
| Jordânia               | 22 de março de 1945     |
| Líbano                 | 22 de março de 1945     |
| Síria                  | 22 de março de 1945     |
| Iêmen                  | 5 de maio de 1945       |
| Líbia                  | 28 de março de 1953     |
| Sudão                  | 19 de junho de 1956     |
| Marrocos               | 1 de outubro de 1958    |
| Tunísia                | 1 de outubro de 1958    |
| Kuwait                 | 20 de julho de 1961     |
| Argélia                | 16 de agosto de 1968    |
| Emirados Árabes Unidos | 12 de junho de 1971     |
| Barém                  | 11 de setembro de 1971  |
| Catar                  | 11 de setembro de 1971  |
| Omã                    | 29 de setembro de 1971  |
| Mauritânia             | 26 de novembro de 1973  |
| Somália                | 14 de fevereiro de 1974 |
| Palestina              | 9 de setembro de 1976   |
| Djibuti                | 9 de abril de 1977      |
| Comores                | 20 de novembro de 1993  |

Os países-membros originais eram Arábia Saudita, Egito, Iêmen, Iraque, Líbano, Síria, Transjordânia (atual Jordânia), e representantes dos árabes palestinos. Posteriormente juntaram-se Sudão, Líbia, Tunísia, Marrocos, Kuait, Argélia, Iêmen do Sul, Barém, Catar, Omã, Emirados Árabes Unidos, Mauritânia, Somália, Djibuti e Comores. Ainda fazem parte da Liga Árabe na qualidade de observadores: Armênia, Brasil, Eritreia, Índia, Venezuela.

## História

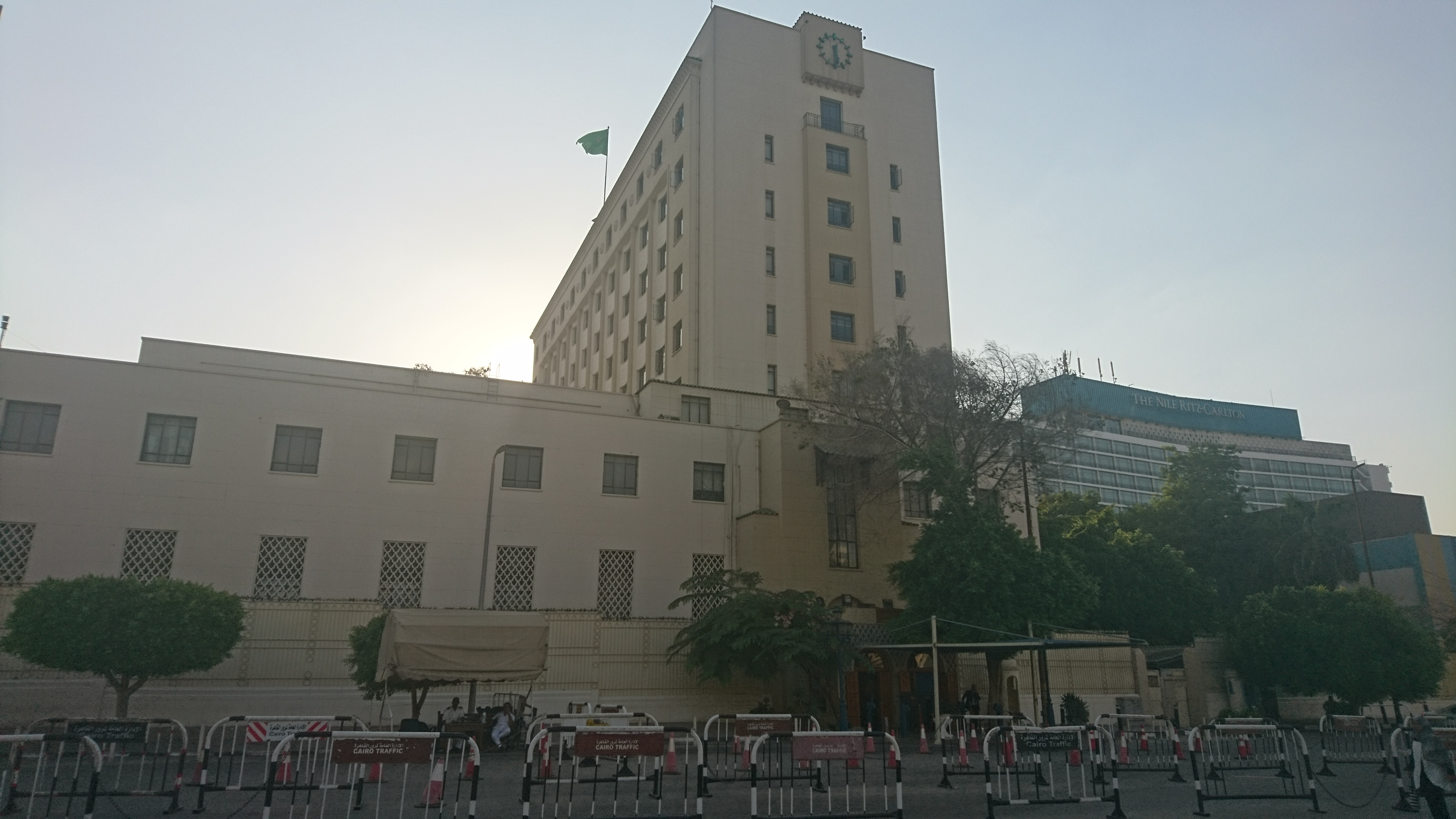
Liga Árabe, Cairo.

A Liga Árabe foi oficialmente instituída a 22 de março de 1945, na cidade egípcia do Cairo, com a adopção da "Carta da Liga dos Estados Árabes". Contudo, a ideia de uma Liga Árabe foi em primeiro lugar estimulada pelo Reino Unido durante a Segunda Guerra Mundial, numa tentativa de conquistar aliados na guerra contra a Alemanha Nazi e os países do Eixo. Outros fatores que contribuíram para a formação da Liga Árabe foram o aumento das relações económicas entre países árabes, o desenvolvimento dos movimentos nacionalistas e panárabes, bem como as ligações históricas e religiosas entre estes países.
A 25 de Setembro de 1944 o governo egípcio organizou no Cairo uma conferência na qual estiveram presentes representantes do Egito, Iraque, Síria, Líbano e Transjordânia (Jordânia a partir de 1950). As conclusões do encontro traduziram-se na elaboração de um protocolo que visava aumentar a cooperação entre os países árabes. Esse protocolo ficou conhecido como Protocolo de Alexandria e foi assinado a 7 de outubro do mesmo ano, que propunha a formação de uma Liga de Estados Árabes.
Na época, a Liga Árabe teve pouco peso nas Nações Unidas, devido ao pequeno número de países a ela vinculados, mas, aos poucos, à medida que os países árabes foram adquirindo a sua independência, passou a adquirir muita importância, além de ser o símbolo da unidade árabe.
O objetivo da Liga era proteger a independência e a integridade dos Estados-membros. Deu esperanças à Síria e ao Líbano de receberem ajuda árabe para a consolidação de sua independência do domínio francês e confirmou o sentimento de solidariedade árabe pela Palestina. A Liga desenvolveu-se em um corpo indefinido, que organizou depois de 1948 o boicote econômico contra Israel. O Egito foi expulso depois do acordo de paz com Israel de 26 de Março de 1979, sendo as instalações da Liga transferidas para a cidade de Tunes, na Tunísia. Em 1989, o Egito foi readmitido na Liga e as instalações regressaram ao Cairo em 1990.
Em agosto de 1990, um encontro extraordinário condenou a invasão iraquiana ao Kuwait. Contudo, o envolvimento de países ocidentais no movimento de libertação do Kuwait da invasão iraquiana gerou tensões na Liga.
A Invasão do Iraque, iniciada em 2003, gerou novamente uma divisão entre os membros, com o Kuwait, o Catar e o Barém a disponibilizarem instalações para facilitar a invasão, enquanto outros membros, como a Síria, foram frontalmente contra a intervenção militar dos Estados Unidos. Em janeiro de 2005 entrou em funcionamento uma zona de mercado livre (Área de Comércio Livre da Grandiosa Arábia) formada por 17 países da Liga.
A participação da Síria foi suspensa desde novembro de 2011 por causa da Guerra Civil Síria, numa votação em que a Síria, o Líbano e o Iémen votaram contra, enquanto o Iraque se absteve. Em 7 de maio de 2023, em uma reunião do Conselho da Liga Árabe, no Cairo, foi acordado reinserir a Síria como membro.
A 5 de abril de 2018, foi feita Membro-Honorário da Ordem do Mérito, de Portugal.

## Estrutura

### Conselho
É o órgão supremo da Liga, sendo composto por representantes dos estados-membro. Esses representantes são em geral os ministros dos Negócios Estrangeiros, os seus representantes ou delegados permanentes. Cada estado tem direito a um voto no Conselho, independentemente do seu tamanho ou número de habitantes.
As decisões adoptadas por maioria são vinculantes apenas para os estados que as aceitem.
Pode decidir sobre a adesão de novos membros, bem como sobre a introdução de emendas à Carta. Deve também servir de mediador em caso de conflitos entre estados-membro.
O Conselho realiza duas reuniões anuais, uma em maio e outra em setembro. Encontra-se prevista a possibilidade de uma reunião extraordinária a pedido de dois estados-membro. A sede da liga árabe é na cidade do Cairo, República Árabe do Egito.

### Conselho de Defesa Conjunta
Constituído pelos ministros dos Negócios Estrangeiros e da Defesa dos estados-membros, pode adoptar as medidas que entenda necessárias à manutenção da defesa dos estados da Liga, incluindo o uso da força contra estados que atacaram um membro da Liga.

### Conselho Econômico e Social
O seu objetivo é garantir a prosperidade económica e social dos membros. É constituído pelos ministros da economia dos estados-membro.

### Secretariado Geral
É o órgão administrativo e executivo da Liga, sendo independente dos estados que a compõem. É composta pelo Secretário-Geral, secretários assistentes e outros funcionários.
Uma das funções do Secretariado é preparar o orçamento da Liga, que envia ao Conselho para aprovação. Tem também como responsabilidade agendar as reuniões do Conselho.
O Secretário-Geral é eleito para um mandato de cinco anos, renovável. Desde maio de 2011 o Secretário-Geral da Liga Árabe é o egípcio Nabil Al-Arabi.